# 真家瑠美子
真家 瑠美子（まや るみこ、1980年8月27日 - ）は、日本の女優である。東京都出身。特技はジャズダンスで、趣味は演劇鑑賞である。法政大学国際文化学部卒業（鈴木晶ゼミ1期生）。
富士見高等学校の演劇部に在籍していた関係で北区つかこうへい劇団に客演で出演していた。新国立劇場の開場記念シリーズとなる『リア王』に10代でメインキャストに抜擢される。

## 出演作品

### 舞台
- 君を感じるとき
- リア王
- 青空のメロディー
- 鹿鳴館
- 森は生きている
- 夢から醒めた夢（ピコ役）
- 赤毛のアン（ダイアナ役）

### テレビ
- 愛の劇場/WHO!?
- 幸せになりたい!
- 怪奇大家族
- アットホーム・ダッド
- お厚いのがお好き
- ケータイ刑事 銭形愛 - 第19話ゲスト

### 映画
- ミッドナイト・ランニング（香港映画、日本未公開）
- 艶舞剣士
- ゴジラ×モスラ×メカゴジラ 東京SOS（2003年） - 機龍司令室通信士 役[1]